# Гари Пејтон
Гари Пејтон (енгл. Gary Payton; Оукланд, САД, 23. јул 1968) је бивши амерички кошаркаш. Играо је на позицији плејмејкера, а изабран је у 1. кругу (2. укупно) NBA драфта 1990. године од стране Сијетл Суперсоникса. У својој седамнаестогодишњој NBA каријери, Пејтон је остварио многе успехе. Освојио је једну NBA титулу, једном је изабран за одбрамбеног играча године. Пејтон је деветероструки NBA Ол-Стар, девет пута је биран у Ол-NBA екипу и девет пута у најбољу дефанзивну петорку сезоне. Држи и рекорд франшизе из Сијетла са одиграних 999 мечева за њих.

## Средња школа и универзитет
Похађао је средњу школу „Skyline High School“. Након средње школе одлучио се на похађање универзитета Орегон Стејт. У својој другој сезони, Пејтон је привремено избачен из екипе због лоших оцена. Међутим његов отац га је подстакао да се усредсреди мало више на школу и оцене па је Пејтон радом и трудом у идуће две године израстао у сјајног одбрамбеног али и нападачког играча. Током своје четврте године на универзитету, тачније 5. марта 1990. године, Пејтон је освануо на насловној страни угледног америчког часописа Sport Illustrated због проглашења за најбољег универзитетског играча године. Током своје универзитетске каријере освојио је бројна признања. Године 1996. Пејтон је ушао у Кућу славних Орегон Стејт Универзитета.

## NBA каријера
Пејтон је изабран као други избор NBA драфта 1990. године од стране Сијетл Суперсоникса. У прве две сезоне, Пејтон се мучио са прилагођавањем па је током тог раздобља просечно постизао само 8,2 поена по утакмици. Међутим Пејтон се убрзо прилагодио и постао један од најбољих плејмејкера у лиги па је са саиграчем Шоном Кемпом основао, један од најбољих тандема у историји, тандем Sonic Boom. Управо тај двојац одвео је Сониксе до NBA финала 1996. године против Чикаго Булса. Ипак су Џорданови Булси, додатно појачани Денисом Родманом, били прејаки и однели победу резултатом серије 4-2 и тиме освојили своју четврту NBA титулу. Те исте сезоне Пејтон је освојио награду за одбрамбеног играча године. Током боравка у Сијетлу, Пејтон је девет пута изабран у Ол-NBA екипу, девет пута на Ол-Стар утакмицу и девет пута у најбољу дефанзивну прву петорку.
Средином сезоне 2002/03., Пејтон је у великој замени, која је одвела Реј Алена у Сониксе, мењан у Милвоки баксе. У дресу Бакса одиграо је последњих 28 утакмица сезоне те је као слободан играч у сезони 2003/04. заједно са Карлом Малонеом потписао за Лос Анђелес Лејкерсе. Лејкерси су тим потписивањима постали главни фаворити јер су уз сјајне Шакила О'Нила и Кобија Брајанта добили двојицу добрих и искусних ветерана. Лејкерси су своју доминацију потврдили остваривањем скора 56-26 и освајањем првог места у Пацифичкој дивизији. У плејофу су победили Хјустон рокетсе, Сан Антонио Спарсе и Минесота Тимбервулвсе па су тиме остварили наступ у NBA финале 2004. У финалу су се сусрели с Детроит Пистонсима који су предвођени Чонсијем Билапсом, Беном Воласом, Тејшоном Принсом, Рашидом Воласом и Рипом Хамилтоном однели победу и титулу резултатом серије 4-1.
Пре сезоне 2004/05. Лејкерси су обавили замену којом су Пејтон и Рик Фокс послати у Бостон Селтиксе док су путем Лос Анђелеса отишли Крис Мим, Џумејн Џонс и Чаки Аткинс. Након замене Пејтон је исказао незадовољство, па је након неколико утакмица, тачније 24. фебруара 2005. године, мењан у Атланта Хоксе. Хокси су убрзо отпустили Пејтона па се он након неколико недеља вратио у Бостон. Пејтон је у дресу Селтикса стартовао свих 77 утакмица и заједно с Полом Пирсом и Антоаном Вокером одвео екипу до освајања Атлантске дивизије, али су у првом кругу плејофа испали од Индијана Пејсерса. Пејтон је потписао ветерански минимум, 22. септембра 2005. године, са Мајами Хитом, тј једногодишњи уговор вредан 1,1 милион долара па је тиме поново постао саиграч са О'Нилом и Вокером. У сезони 2005/06. Пејтон је улазећи с клупе увелико помогао екипи да стигне до NBA финала 2006. године.
У финалу су се сусрели са Далас Мавериксима који су у прве две утакмице однели победу и поставили недостижив резултат серије 0-2. Међутим тада на сцену ступа Двејн Вејд који у следеће четири утакмице просечно постиже 34,7 поена по утакмици и тиме закључује серију резултатом 4-2 и освајањем првог NBA наслова у историји франшизе. Такође је и Пејтон био важан играч у остваривању те четири узастопне победе погодивши два врло важна шута током серије. У првој утакмици погодио је кош за победу Мајамија и смањење заостатка на 2-1 и у петој утакмици када је својим кошем у последњим секундама сусрета осигурао Мајамију победу са једним поеном предности и прелазак у вођство у серији резултатом 3-2. То је уједно био и први NBA прстен у Пејтоновој дугогодишњој каријери. 6. септембра 2006, тада већ 38-годишњак, Пејтон је потписао једногодишње продужење уговора вредно 1,2 милиона долара. Након завршетка сезоне 2006/07. Пејтон се одлучио пензионисати од професионалне кошарке.

## Америчка репрезентација
С америчком репрезентацијом Пејтон је освојио две златне олимпијске медаље. Прву златну медаљу освојио је као члан још једног Дрим-тима који је на Олимпијским играма у Атланти 1996. године суверено победио са скором 8-0 и освојио злато. Своју другу медаљу Пејтон је освојио као члан још једног Дрим-тима на Олимпијским играма у Сиднеју 2000. године.